# Борово
Борово (болг. Борово) — город в Болгарии. Находится в Русенской области, административный центр общины Борово. Население составляет 1995 человек (2022).

## Политическая ситуация
Кмет (мэр) общины Борово — Иван Георгиев Попов (Граждане за европейское развитие Болгарии (ГЕРБ)) по результатам выборов в правление общины.